# Larbi Aherdane
Larbi Aherdane, né le 6 juin 1954 à Casablanca, est un footballeur international marocain qui évolue au poste de défenseur durant les années 1970 et 1980.
Il évolue notamment au Wydad Athletic Club depuis 1963, club dans lequel il a fait l'essentiel de sa carrière et remporté quatre titres de champion du Maroc, vainqueur de la Coupe du Trône quatre fois aussi, ainsi qu'un titre international de la Coupe Mohamed V en 1979.
Avec la sélection marocaine, il remporte la Coupe d'Afrique des nations en 1976.

## Palmarès
Larbi Aherdane remporte avec le Wydad Athletic Club le championnat du Maroc en 1969, 1976, 1977, 1978 et termine vice-champion en 1972, 1980 et 1982. Il remporte également avec ce club la Coupe du Trône en 1970, 1978, 1979 et 1981 ainsi que la Coupe Mohammed V en 1979. Il est également troisième de cette compétition avec le WAC en 1977.
En équipe nationale, il remporte la Coupe d'Afrique des nations en 1976, il gagne également les Jeux Panarabes en 1976. Il fait également partie de l'équipe du Maroc olympique qui dispute les Jeux olympiques de 1972.

## En équipe nationale "A" du Maroc
1. 10/12/1970 Algérie - Maroc à Alger 3 - 1 Elim. CAN 1972
2. 27/12/1970 Maroc - Algérie à Casablanca 3 - 0 Elim. CAN 1972
3. 14/03/1971 Maroc - Egypte à Casablanca 3 - 0 Elim. CAN 1972
4. 16/04/1971 Egypte - Maroc au Caire 3 - 2 Elim. CAN 1972……………..1 But
5. 12/09/1971 Maroc - Mexique à Casablanca 2 - 1 Amical
6. 08/10/1971 Maroc - Egypte à Izmir 1 - 0 Jeux Méd
7. 29/01/1972 Maroc - Roumanie à Casablanca 2 - 4 Amical
8. 25/02/1972 Congo - Maroc à Douala 1 - 1 CAN 1972
9. 27/02/1972 Soudan - Maroc à Douala 1 - 1 CAN 1972
10. 19/11/1972 Maroc - Sénégal à Agadir 0 - 0 Elim. CM 1974
11. 03/12/1972 Sénégal - Maroc à Dakar 1 - 2 Elim. CM 1974
12. 11/02/1973 Guinée - Maroc à Conakry 1 - 1 Elim. CM 1974
13. 25/02/1973 Maroc - Guinée à Tétouan 2 - 0 Elim. CM 1974
14. 20/05/1973 Côte d’ivoire - Maroc à Abidjan 1 - 1 Elim. CM 1974
15. 03/06/1973 Maroc – Côte d’ivoire Tétouan 4 - 1 Elim. CM 1974
16. 21/10/1973 Zambie - Maroc à Lusaka 4 - 0 Elim. CM 1974
17. 31/10/1973 Algérie - Maroc à Alger 2 - 0 Amical
18. 25/11/1973 Maroc - Zambie à Tetouan 2 - 0 Elim. CM 1974
19. 09/12/1973 Zaire - Maroc à Kinshasa 3 - 0 Elim. CM 1974
20. 22/02/1974 Irak - Maroc à Baghdad 0 - 0 Amical
21. 06/03/1974 A.Saoudite - Maroc à Riyad 0 - 0 Amical
22. 07/04/1974 Maroc – Algérie à Casablanca 2 - 0 Amical
23. 27/09/1974 Jordanie - Maroc à Damas 1 - 2 Tournoi Kuneitra
24. 29/09/1974 Egypte - Maroc à Damas 2 - 4 Tournoi Kuneitra
25. 03/10/1974 Liban - Maroc à Damas 0 - 3 Tournoi Kuneitra…………..…….1 But
26. 07/10/1974 Soudan - Maroc à Damas 0 - 2 Demi-finale Tournoi Kuneitra
27. 09/10/1974 Tunisie - Maroc Damas 1 - 1 (3 - 4 TAB) Finale Tournoi Kuneitra
28. 24/11/1974 Maroc - Gambie à Casablanca 3 - 0 Elim. CAN 1976
29. 07/12/1974 Gambie - Maroc à Banjul 0 - 3 Elim. CAN 1976
30. 02/03/1975 Casablanca Maroc vs Tunisie 0 - 0 Amical
31. 13/04/1975 Sénégal - Maroc à Kaolack 2 - 1 Elim. CAN 1976
32. 13/07/1975 Maroc vs Ghana à Casablanca 2 - 0 (6-5 TAB) Elim. CAN 1976…..1 But
33. 31/08/1975 Tunisie - Maroc à Alger 0 - 0 JM 1975
34. 06/09/1975 Tunisie - Maroc à Alger 1 - 1 (4-3p) Class. JM 1975
35. 20/02/1976 A.Saoudite - Maroc à Riyadh 0 - 2 Amical
36. 01/03/1976 Maroc - Soudan à Dire Dawa 2 - 2 CAN 1976
37. 04/03/1976 Zaire - Soudan à Dire Dawa 0 - 1 CAN 1976
38. 06/03/1976 Nigeria - Maroc Dire Dawa 1 - 3 CAN 1976…………………….1 but
39. 09/03/1976 Egypte - Maroc à Addis Abeba 1 - 2 2°Tour CAN 1976
40. 11/03/1976 Nigeria - Maroc à Addis Abeba 1 - 2 2°Tour CAN 1976
41. 14/03/1976 Guinée - Maroc à Addis Abeba 1 - 1 2°Tour CAN 1976
42. 12/09/1976 Arabie Saoudite - Maroc à Riyadh 0 - 2 Amical
43. 08/10/1976 Palestine - Maroc à Damas 0 - 3 Jeux Panarabes 1976
44. 10/10/1976 A. Saoudite - Maroc à Damas 0 - 0 Jeux Panarabes 1976
45. 12/10/1976 Jordanie - Maroc à Damas 0 - 3 Jeux Panarabes 1976
46. 14/10/1976 Yemen du sud - Maroc à Damas 0 - 4 Jeux Panarabes 1976
47. 16/10/1976 Mauritanie - Maroc à Damas 0 - 2 Jeux Panarabes 1976
48. 18/10/1976 Syrie - Maroc à Damas 0 - 0 Jeux Panarabes 1976
49. 12/12/1976 Maroc - Tunisie à Casablanca 1 - 1 Elim. CM 1978
50. 09/01/1977 Tunisie - Maroc à Tunis 1 - 1 (4 - 2) Elim. CM 1978
51. 05/02/1977 Gabon - Maroc à Libreville 0 - 1 Amical
52. 23/03/1977 Syrie vs Maroc à Damas : 0 - 2 Amical
53. 26/12/1977 Maroc - Irak à Fès 0 - 0 Amical
54. 18/01/1978 Libye vs Maroc 0 - 1 Amical
55. 26/02/1978 Maroc – URSS à Marrakech 2 - 3 Amical
56. 06/03/1978 Tunisie - Maroc à Kumasi 1 - 1 CAN 1978
57. 09/03/1978 Congo - Maroc à Kumasi 0 - 1 CAN 1978
58. 11/03/1978 Ouganda - Maroc à Kumasi 3 - 0 CAN 1978
59. 08/04/1979 : Casablanca : Elim. CAN 1980 Maroc 4 - 1 Mauritanie
60. 24/06/1979 Maroc - Togo à Mohammedia 7 - 0 Elim. CAN 1980

## Matchs olympiques
1. 28/03/1971 Casablanca Maroc v Niger 5 - 2 Elim. JO 1972
2. 10/10/1971 Maroc - Grèce à Izmir 1 - 0 Jeux Méd
3. 13/10/1971 Maroc - Yougoslavie Izmir 0 - 1 Jeux Méd
4. 23/04/1972  Tunis Tunisie v Maroc 3 - 3 Elim. JO 1972
5. 30/04/1972  Casablanca Maroc v Mali 2 - 1 Elim. JO 1972
6. 14/05/1972 : Casablanca Maroc v Tunisie 0 - 0 Elim. JO 1972
7. 21/05/1972 : Bamako : Mali vs Maroc 1 - 4 Elim. JO 1972
8. 27/08/1972 : Augsbourg USA v Maroc 0 - 0 JO 1972
9. 29/08/1972 : Passau : Allemagne Ouest vs Maroc 3 - 0 JO 1972
10. 31/08/1972 : Ingolstadt : Malaisie vs Maroc 0 - 6 JO 1972
11. 03/09/1972 : Munich URSS v Maroc 3 - 0 JO 1972
12. 05/09/1972 : Passau : Danemark vs Maroc 3 - 1 JO 1972
13. 08/09/1972 : Nuremberg : Pologne vs Maroc 5 - 0 JO 1972
14. 23/02/1975 Casablanca Maroc v Libye 2 - 1 Elim. JO 1976
15. 24/08/1975 : Alger Turquie v Maroc 0 - 1 JM 1975
16. 28/08/1975 : Alger Yougoslavie v Maroc 0 - 0 JM 1975
17. 04/09/1975 : Alger France B v Maroc 1 - 1 (4-3p) Demi-finale JM 1975
18. 30/11/1975 : Tunis Tunisie v Maroc 0 - 1 Elim. JO 1976
19. 14/12/1975 Casablanca Maroc v Tunisie 1 - 0 Elim. JO 1976
20. 18/04/1976 : Tanger : Maroc v Nigeria 1 - 0 Elim. JO 1976
21. 15/04/1979 : Casablanca Maroc v Sénégal 1 - 0 Elim. JO 1980
22. 29/04/1979 Dakar Sénégal v Maroc 1 - 0 (5-6p) Elim. JO 1980
23. 09/12/1979 : Casablanca Maroc v Algérie 1 - 5 Elim. JO 1980